# L'albero dai fiori rossi
L'albero dai fiori rossi è un saggio e un libro di viaggio dello scrittore e giornalista Paolo Valente, che ripercorre le piste dell'Africa occidentale. Partendo dal Benin (l'antico Dahomey), passa per il Togo e giunge in Ghana. È stato pubblicato nel 2004. È qui che vecchie storie di sfruttamento e di schiavitù conducono l'autore attraverso i secoli, ad indagare le cause reali degli attuali squilibri tra mondi apparentemente lontani. 

## Edizioni
- Paolo Valente, L'albero dai fiori rossi: voci e volti del golfo di Guinea, EMI, Bologna 2004